# Aigua mineral amb gas
L'aigua mineral amb gas de vegades anomenada soda, aigua carbònica és una mescla d'aigua i diòxid de carboni (CO₂). Bombolleja quan la beguda es despressuritza en servir. Si hom li ha afegit els minerals artificialment se l'anomena aigua amb gas artificialment mineralitzada. Quan s'utilitza aigua d'aixeta amb gas afegit, es parla d'aigua amb gas.
Els refrescs o gasoses es fan amb aigua amb gas, sigui mineral o no, al qual s'afegeix xarop de fruita o alguna altra substància aromàtica o endolcidora.
En alguns casos, el gas procedeix de la mateixa font, i ja té inclòs el gas, l'anhídrid carbònic, mentre que en altres casos s'afegeix durant l'envasament. «Un altre cas és que ja isca de la font amb el CO₂ i els minerals, però es pot reforçar també en l'envasament».
Als Països Catalans, només 10% del consum de l'aigua embotellada venuda és amb gas.

## Història
Històricament, les primeres aigües carbòniques es preparaven afegint-hi hidrogencarbonat de sodi a la llimonada. Una reacció química entre l'hidrogencarbonat de sodi i l'àcid cítric de la llimona produeix el diòxid de carboni. A partir de 1741 es va poder afegir àcid carbònic a l'aigua. Ja el 1834 es venien gasoses d'aquest tipus a les farmàcies de Catalunya Actualment, l'aigua amb gas es manufactura fent passar per l'aigua diòxid de carboni pressuritzat. Això n'incrementa la solubilitat (en un recipient amb aigua a alta pressió es dissol més CO₂ que sota condicions atmosfèriques normals). Quan s'obre l'ampolla se'n redueix la pressió i, per tant, el gas es dissocia de la solució i es creen les bombolles característiques d'aquesta beguda. Al vi escumós i la sidra, el principi és el mateix, però el gas prové de la fermentació dels sucres que es transformen en alcohol i diòxid de carboni.
L'aigua amb gas pot servir per eliminar algunes taques, com per exemple les del cafè o la plata.